# امیلیانو آرمنتروس
امیلیانو آرمنتروس (انگلیسی: Emiliano Armenteros؛ زادهٔ ۱۸ ژانویهٔ ۱۹۸۶) بازیکن فوتبال اهل آرژانتین است که برای باشگاه اسپانیایی سی آ پینتو در پست هافبک چپ بازی می‌کند.
وی همچنین در تیم ملی فوتبال زیر ۲۰ سال آرژانتین بازی کرده‌است.